# Little Rice
Little Rice – miasto w Stanach Zjednoczonych, w stanie Wisconsin, w hrabstwie Oneida.